# 省籍意識
省籍意識，是指大中華地區各地居民因其籍貫等相關因素而產生的意識議題。

## 臺灣
自1945年（民國34年）國民政府接管台灣後，第二次世界大戰後來台的中國大陸人民被稱作外省人，而之前先人就移民台灣（主要移居地來自閩粵）的族群，則稱為本省人。政府遷台數十年後直到台灣真正落實民主化之前，雖然不斷拔茁本省菁英，中華民國的政府官員及軍官之中，由於外省人仍佔多數，引起本省人不滿，希望取代原來公務人員，加上1947年制定《公務人員考試法》中的《分省區定額錄取制度》在台灣繼續延用施行，使得本省人對中國國民黨主政的政府關於台灣本省與外省人的錄用人數，相較於族群間人口數完全不成比例有廣泛的不滿情緒。政府遷台後，國民大會依舊保留原中華民國大陸地區省份席次長達四十幾年，一直到1991年為止，臺灣省（本省人）在國民大會代表的席次一直都是極少數。省籍意識與問題在台灣一直廣泛存在，而省籍問題在二二八事件時達到高峰且得到強化。之後政府當局以「大家都是中國人」為口號壓制任何發出省籍因素不公的言論以維護其既得利益，但檯面下政府仍然以公權力主導資源的不公平分配。在1990年後的台灣穩固邁向民主政治化的同時，長久以來的省籍問題才逐漸浮上檯面受到公開檢視與討論。